# 28449 Ericlau
28449 Ericlau este un asteroid din centura principală de asteroizi.

## Descriere
28449 Ericlau este un asteroid din centura principală de asteroizi. A fost descoperit pe 5 ianuarie 2000 la Socorro, New Mexico, în cadrul proiectului LINEAR. Asteroidul prezintă o orbită caracterizată de o semiaxă mare de 2,67 ua, o excentricitate de 0,07 și o înclinație de 4,3° în raport cu ecliptica.